# Lycaena penroseae
Lycaena penroseae är en fjärilsart som beskrevs av William D. Field 1938. Lycaena penroseae ingår i släktet Lycaena och familjen juvelvingar. Inga underarter finns listade i Catalogue of Life.